# Athetis moltrechti
Athetis moltrechti là một loài bướm đêm trong họ Noctuidae.